# 馬赤 (劍橋郡)
馬赤（March）是英格蘭劍橋郡伊利島地區的一個城鎮和民政教區。馬齊是芬蘭區的行政中心，現在正在成長為一個重要的鐵路中心。當地的地標有聖文德拉達教堂等建築。

## 友好城市
- 法國 圣让德布赖